# Großkonreuth
Großkonreuth ist ein Gemeindeteil des Marktes Mähring im oberpfälzischen Landkreis Tirschenreuth.

## Geografie
Das Kirchdorf Großkonreuth liegt im Oberpfälzer Wald, nahe der Grenze zur Tschechischen Republik. Es befindet sich im Tal der Wondreb. Das Kirchdorf liegt etwa auf halbem Weg zwischen der Stadt Tirschenreuth und Mähring.

## Geschichte
Die Bayerische Uraufnahme zeigte Großkonreuth in den 1810er Jahren mit 22 Herdstellen, der Pfarrkirche St. Johannes Baptist, ihrem etwas nördlich abgesetzten Gottesacker und mehreren Mühlen, die die Wasserkraft der Wondreb nutzten. Die meisten der Anwesen sind als Vierseithöfe gebaut und besitzen stattliche, zusammenhängende Wirtschaftsflächen, die nicht durch Erbfolge zersiedelt sind. Zwei Brücken führen über den Fluss.
Mit dem Gemeindeedikt von 1818 entstand die Ruralgemeinde Poppenreuth. Sie bestand aus den Orten Großkonreuth, Hiltershof, Ödhof, Poppenreuth bei Tirschenreuth und Reisach. 1952 wurde der Gemeindename in Großkonreuth geändert. Im Jahr 1970 hatte die gesamte Gemeinde Großkonreuth 595 Einwohner, wovon 294 auf Großkonreuth selbst entfielen. Acht Jahre später wurde die Gemeinde während der Gebietsreform aufgelöst und am 1. Mai 1978 in die Marktgemeinde Mähring eingegliedert. Die Verwaltung dieser neu entstandenen Einheitsgemeinde befindet sich in Großkonreuth, das damit seine Funktion als Gemeindesitz beibehalten konnte. Im Jahr 1987 lebten 245 Einwohner in Großkonreuth.

## Baudenkmäler
Neben der Pfarrkirche sind in Großkonreuth noch drei Feldkapellen sowie einer der Vierseithöfe als historische Bausubstanz in situ erhalten und als Baudenkmale geschützt.